# 王圆箓

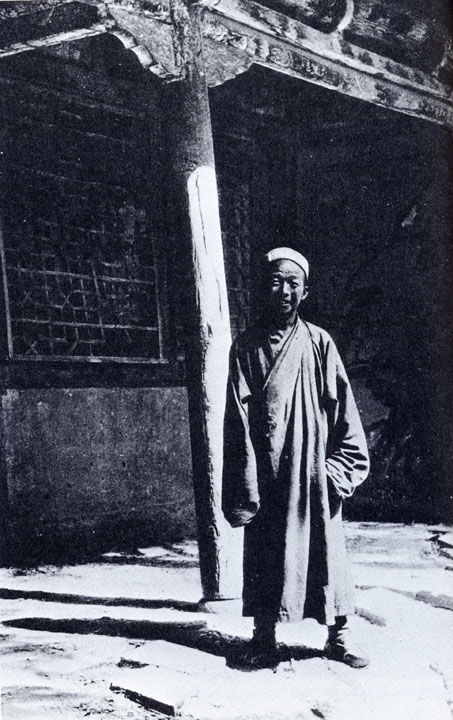
王圆箓

王圓籙（1851年—1931年），中国清末民初道士，祖籍湖北麻城。敦煌文獻的共同發現者。

## 生平
1900年6月22日，在敦煌莫高窟居住的道士王圆箓，为了保护莫高窟，四处筹集钱财，进行大规模清扫。当日他的助手杨果往第16窟（现编号）的墙壁上磕烟锅头，听到有空洞回音，告诉了王道士，二人于是半夜破壁探察，发现了北侧甬道壁上的一个小门。打开后，发现一长宽各2.6米、高3米的方形窟室（现编号为第17窟），内有从4世纪到11世纪（即十六国到北宋）的历代文书和纸画、绢画、刺绣等文物5万多件，这就是著名的“藏经洞”。
王圓籙發現藏經洞後，曾向敦煌縣令汪宗瀚、安肅道道台廷棟並甘肅藩台報備，卻無引起這些官員重視，只下令王圓籙就地封存。王圓籙出售部份經卷給附近居民，當作符咒，宣稱可以治病，消息引起了西方探險家們的興趣。
1907年5月，英國探險家斯坦因以其師爺蒋孝琬以四十個馬蹄銀錠買走七千份古寫本、刻本卷子、殘片散頁六千多號，以及一些佛絹畫、佛幡等，总计29箱。这些作品日後放在伦敦的大英博物馆。
1908年春，法國人伯希和在烏魯木齊從官員口中聽到消息，立刻趕往敦煌莫高窟與王圓籙進行交易，以五百兩銀子買走六千餘件。伯希和在將大批經卷裝箱從天津乘海輪運往法國巴黎之後，又帶一些經卷到北京向罗振玉、蒋斧、王仁俊、曹元忠、董康等請教內容，遂引起北京文化界、知識界大嘩，紛紛呼籲請政府立即制止外人竊奪、購買。朝廷才在1910年派員至敦煌將經卷運回北京。啟運時清點尚有九千餘卷，三個月後到達北京時只剩下八千餘卷，存放於京師圖書館。
藏经洞内有大量的儒家典籍。在这些古本还有如鄧粲的《晋纪》、虞世南的《帝王概论》、孔衍的《春秋后语》等等，都是第一次见到的。许多歌辞、俗赋、白话诗、话本，全都是从未见过的，唐代诗人韦庄的长诗《秦妇吟》，不曾收录在《全唐诗》中。在佛教文献中，许多是《大藏经》中的佚文佚经。宋真宗时被明令禁绝的“变文”，在藏经洞內出現。所有文献基本上全是手写的。
在京師派大員到敦煌莫高窟前，王圓籙認為這些經卷奇貨可居，便事先從藏經洞中偷搬出許多綑經卷，別藏於寺廟的轉經桶中或其他洞窟。
1912年日本大谷探險隊的橘瑞超與吉川小一郎從王圓籙手中購買近三百卷寫經，另外他們還在各窟搜尋到一批佛經寫本。
1914年，俄罗斯地理学会成员谢尔盖·奧登堡從王圓籙手中買進二百件寫經。奧登堡還對洞窟作了大量的勘查，對南區和北區的石窟作了搜尋，搜得殘片剩頁近一萬八千號。
1931年，王圆箓去世。一說王道士晚年患有精神異常，其实他只是装疯卖傻。王圆箓去世后，他的弟子为他修“道士塔”。

## 争议
- 余秋雨在《文化苦旅》中认为王圆箓对敦煌莫高窟文物的破坏是毁灭性的，并就此感到傷痛。然而此文在引证资料上有很大硬伤，在描述王圆箓的时候与历史事实差距过大。此文称藏经洞是王圆箓一人发现的，这与历史不符，最早發現的是王圆箓的助手杨某[6]。
- 斯坦因《西域考古图记》中说：“他将全部的心智都投入到这个已经倾颓的庙宇的修复工程中，力图使它恢复他心目中这个大殿的辉煌……他将全部募捐所得全都用在了修缮庙宇之上，个人从未花费过这里面的一分一银。”
- 根据相关史料记载（《西域考古图记》等），当时西方人来到中国带走文物的时候，是持有当地官方开据的许可证的，并且一路受到了官兵的保护，王圆箓本身并没有能力拒绝他们。
- 胡适曾在演讲中提到王道士时说，王道士一开始并不知道经卷的价值，最初以经卷能够治病为由向附近居民售卖，把经卷烧成灰烬和水让人吞服。这里的说法与之后王道士低价卖出经卷给斯坦因可以衔接，说明王道士对文物价值一无所知。

## 参看
- 敦煌學
- 敦煌遺書